# Unterseeboot 669
L'Unterseeboot 669 ou U-669 est un sous-marin allemand (U-Boot) de type VIIC utilisé par la Kriegsmarine pendant la Seconde Guerre mondiale.
Le sous-marin fut commandé le 20 janvier 1941 à Hambourg (Howaldtswerke Hamburg AG), sa quille fut posée le 3 novembre 1941, il fut lancé le 5 octobre 1942 et mis en service le 16 décembre 1942, sous le commandement de l'Oberleutnant zur See Kurt Köhl.
L'U-669 n'endommagea ou ne coula aucun navire au cours des 2 patrouilles (51 jours en mer) qu'il effectua.
Il fut porté disparu dans l'Atlantique Nord, en août 1943.

## Conception
Unterseeboot type VII, l'U-669 avait un déplacement de 769 tonnes en surface et 871 tonnes en plongée. Il avait une longueur totale de 67,10 m, un maître-bau de 6,20 m, une hauteur de 9,60 m et un tirant d'eau de 4,74 m. Le sous-marin était propulsé par deux hélices de 1,23 m, deux moteurs diesel Germaniawerft M6V 40/46 de 6 cylindres en ligne de 1 400 cv à 470 tr/min, produisant un total de 2 060 à 2 350 kW en surface et de deux moteurs électriques Siemens-Schuckert GU 343/38-8 de 375 cv à 295 tr/min, produisant un total 550 kW, en plongée. Le sous-marin avait une vitesse en surface de 17,7 nœuds (32,8 km/h) et une vitesse de 7,6 nœuds (14,1 km/h) en plongée. Immergé, il avait un rayon d'action de 80 milles marins (150 km) à 4 nœuds (7,4 km/h; 4,6 milles par heure) et pouvait atteindre une profondeur de 230 m. En surface son rayon d'action était de 8 500 milles nautiques (soit 15 700 km) à 10 nœuds (19 km/h). 
L'U-669 était équipé de cinq tubes lance-torpilles de 53,3 cm (quatre montés à l'avant et un à l'arrière) qui contenait quatorze torpilles. Il était équipé d'un canon de 8,8 cm SK C/35 (220 coups) et d'un canon antiaérien de 20 mm Flak. Il pouvait transporter 26 mines TMA ou 39 mines TMB. Son équipage comprenait 4 officiers et 40 à 56 sous-mariniers.

## Historique
Il reçut sa formation de base au sein de la 5. Unterseebootsflottille jusqu'au 31 mai 1943, puis intégra sa formation de combat dans la 1. Unterseebootsflottille.
Il prend la mer pour sa première patrouille, du 27 mai au 14 juillet 1943, soit 49 jours en mer, l'amenant dans la zone GIUK jusqu'au milieu de l'Atlantique Nord.
Lorsque le navire était amarré au port de Saint-Nazaire, un membre d'équipage, le Bootsmaat Erich Bergner, parti en congé en Allemagne pour son anniversaire a été tué lors d'un raid aérien sur Hambourg fin juillet 1943. Ce raid fut nommé Opération Gomorrhe.
Sa deuxième patrouille commence le 29 août 1943 au départ Saint-Nazaire. Après seulement deux jours en mer, l'U-669 disparu corps et biens dans le Golfe de Gascogne après avoir fait un essai de plongée en eaux profonde, au large de Saint-Nazaire à la position approximative 45° 33′ N, 3° 50′ O, le 30 août 1943. L'U-boot a été considéré comme porté disparu le 8 septembre lorsqu'il ne signala plus sa position. Les causes de sa perte n'ont pu être établies, il est possible qu'il ait coulé lors de son exercice de plongée.
Les 52 membres d'équipage décédèrent dans cette disparition.

### Fait précédemment établi
- Coulé le 7 septembre 1943 dans le Golfe de Gascogne au nord-ouest du Cap Ortegal, à la position 43° 36′ N, 10° 13′ O, par des charges de profondeur d'un avion canadien du 407e escadron de la RCAF (407 Long Range Patrol Squadron (en)). Cette attaque fut par la suite attribuée à l'U-584, lui infligeant quelques dommages.

## Affectations
- 5. Unterseebootsflottille du 16 décembre 1942 au 31 mai 1943 (Période de formation).
- 1. Unterseebootsflottille du 1er juin 1943 au 30 août 1943 (Unité combattante).

## Commandement
- Oberleutnant zur See Kurt Köhl du 16 décembre 1942 à 30 août 1943.

## Patrouilles
|       | Commandant      | Départ       | Départ      | Arrivée         | Arrivée       | Jours    | Succès |
| ----- | --------------- | ------------ | ----------- | --------------- | ------------- | -------- | ------ |
| 1     | Oblt. Kurt Köhl | 27 mai 1943  | Kiel        | 14 juillet 1943 | St. Nazaire   | 49 jours |        |
| 2     | Oblt. Kurt Köhl | 29 août 1943 | St. Nazaire | 30 août 1943    | Porté disparu | 2 jours  |        |
| Total | Total           | Total        | Total       | Total           | Total         | 51 jours | 0 t    |

Notes : Oblt. = Oberleutnant zur See